# Fine music
『Fine music』（ファインミュージック）は、TBSラジオで2015年4月6日早朝（5日深夜）から放送されていたラジオの音楽番組である。

## 概要
当初は、前番組である『ラジオ・パープル』の月曜版の枠を受け継ぎ、新しい音楽番組として再出発。
この番組では、TBSアナウンサーの中でも「音楽通」である駒田健吾がこの番組の放送時間帯である早朝を彩る「音楽とトークをプロデュース」するという「お目覚め・通勤支援系ミュージック・プログラム」とされた。現在は駒田と番組ディレクターの菊池靖紀が週替わりに選曲する形式となっている。また、毎回、ひとつのテーマに沿って選曲したものを放送しているが、テーマにかかわらず、「TBSラジオ今週の推薦曲」を番組中に流している。
2016年秋の改編で放送時間が日曜早朝5時台に変更されるとともに、TBSラジオのみ（関東ローカル）の放送となり、同年11月より10分短縮して45分間に、2017年4月にはさらに10分短縮された。2017年秋の改編で半年ぶりに45分番組となる。2019年1月の改編で放送時間を4時に変更し、放送が65分前拡大。これにより、4時台は2年3か月ぶりに全国ネットとなった。
放送時間の変更を経ながら計5年半放送されたが、2020年9月27日で放送を終了した。

## 放送時間
- 月曜 4:00 - 5:00（2015年4月6日 - 2016年9月26日、全国ネット）
- 日曜 5:05 - 6:00（2016年10月2日 - 30日）[7]
- 日曜 5:05 - 5:50（2016年11月6日 - 2017年4月2日 / 同年10月8日 - 2018年12月30日）
- 日曜 5:05 - 5:40（2017年4月9日 - 10月1日）
- 日曜 4:00 - 5:50（2019年1月6日 - 2020年9月27日、4時台のみ全国ネット）

## パーソナリティ
- 駒田健吾（TBSアナウンサー）

## テーマ曲
- オープニングテーマ曲:ブルース・ホーンズビー・「The Show Goes On」
- エンディング（5時台）テーマ曲:fox capture plan・「beyond the beyond」

## ネット局
| 放送対象地域 | 放送局            | 系列    | 放送時間         | 注     |
| ------------ | ----------------- | ------- | ---------------- | ------ |
| 関東広域圏   | TBSラジオ         | JRN     | 日曜 4:00 - 5:50 | 制作局 |
| 岩手県       | IBC岩手放送       | JRN/NRN | 日曜 4:00 - 5:00 | ☆      |
| 秋田県       | 秋田放送（ABS）   | JRN/NRN | 日曜 4:00 - 5:00 | ☆      |
| 山形県       | 山形放送（YBC）   | JRN/NRN | 日曜 4:00 - 5:00 | ☆      |
| 福島県       | ラジオ福島（rfc） | JRN/NRN | 日曜 4:00 - 5:00 | ★      |
| 石川県       | 北陸放送（MRO）   | JRN/NRN | 日曜 4:00 - 5:00 | ◎      |
| 福井県       | 福井放送（FBC）   | JRN/NRN | 日曜 4:00 - 5:00 | ☆      |
| 和歌山県     | 和歌山放送（WBS） | JRN/NRN | 日曜 4:00 - 5:00 | △      |
| 岡山県       | RSK山陽放送       | JRN/NRN | 日曜 4:00 - 5:00 | ●      |
| 香川県       | 西日本放送（RNC） | JRN/NRN | 日曜 4:00 - 5:00 | ☆      |

最終回時点のネット局。TBSラジオ以外のネット局について、☆は放送開始 - 2016年9月26日・2019年1月6日ネット再開、★は放送開始 - 2016年3月27日・2019年1月6日ネット再開。●は放送開始 - 2016年9月26日・2019年10月6日ネット再開、△は2019年1月6日ネット開始、◎は2019年1月6日 - 3月31日で打ち切り後、同年10月6日よりネット再開。

### 過去のネット局
- 静岡放送[9]

下記局は放送開始 - 2016年9月26日まで放送。
- 青森放送
- 山梨放送
- 山口放送
- 四国放送
- 南海放送
- RKB毎日放送
- 長崎放送・NBCラジオ佐賀
- 大分放送
- 南日本放送
- 琉球放送

※『ラジオ・パープル』月曜のネット局のうち、北海道放送、北陸放送、山陰放送、熊本放送、宮崎放送がこの時間のネットを取りやめた。
※北海道放送、北陸放送、宮崎放送は、それぞれ別番組を放送。
※山陰放送、熊本放送は月曜未明・早朝（日曜深夜）の放送を取りやめ、月曜未明・早朝の停波明けを5時に繰り下げた。
※週によりメンテナンスなどのため、通常ネットする局でも放送を休止することがあった。

## 番組にまつわるエピソード
- 2016年7月4日の放送はTBSラジオのみ『参議院選挙政見放送』のため4時47分開始の短縮放送となり、通常どおり1時間番組として放送されたネット各局とは異なる内容となった[12]。